# 武田国信
武田国信（たけだ くにのぶ）
1. 室町時代後期から戦国時代にかけての武将。若狭国・丹後国守護、安芸国分郡守護。
2. 戦国時代の武将。因幡国鳥取城主。

## 武田国信（若狭武田氏）
武田 国信（たけだ くにのぶ）は、室町時代後期から戦国時代にかけての武将・守護大名。安芸武田氏当主武田信繁の三男。若狭国・丹後国守護、安芸国分郡守護。若狭武田氏3代当主。生年は嘉吉2年（1442年）ともされる。

### 生涯
元服当時、三男で2人の兄がまだ健在であったことから、若狭武田氏の分家を継ぐ事が想定されていたとみられ、当時の幕府の実力者である畠山持国から偏諱を得てその後ろ盾を得ようとしたと思われる。また、仮名の彦太郎は、若狭・安芸武田家の嫡男（この場合、長兄の信栄）の通称が彦九郎であったことと関係あると考えられる。家督継承前は治部少輔に任じられて足利義政の御供衆となっていた。
応仁の乱では次兄・信賢同様に細川勝元の東軍に属して、土岐成頼らの西軍と戦うなど奮戦している。しかし、文明3年（1471年）に弟・元綱の離反にも遭うなど苦戦も強いられている。同年の兄の死後家督を継ぐと共に大膳大夫に任ぜられた。信賢に嫡子はいたが幼少であったため、国信が家督を継ぐこととなる。この嫡子は文明11年（1479年）に15歳で亡くなったとされるが、後の蠣崎信広とする伝承もある。ただし、信広については国信の子とする伝承もあり、若狭武田氏出自とする説は後世の仮託の可能性が高い。
文明6年（1474年）4月、山名政豊と細川政元の和睦の仲介役を務める。しかしこの時の和睦の条件の1つとして、武田氏が応仁の乱の最中に一色義直と戦って奪った丹後の所領を返還せよという条件があった。丹後に在陣中の武田氏被官人はこれに不満で所領返還を拒んだが、和睦に参加した国信は援軍を丹後に送ることができなかった。丹後の武田勢は独力で一色氏と戦わざるを得ず、9月に主将逸見真正は自害、武田軍は敗れて壊滅してしまった。国信は落胆して出家し、宗勲と号したという。
文明13年（1481年）に元綱と和解、文明15年（1483年）には山城守護に任ぜられるが辞退している。長享元年（1487年）に9代将軍足利義尚の六角高頼討伐（長享・延徳の乱）に従って出陣したが、延徳元年（1489年）に義尚が亡くなると遺骸に付き添って京都に戻った後若狭へ帰国、翌2年（1490年）6月21日に小浜で病死した。享年54。嫡子の信親には文明17年（1485年）に先立たれていたので、もう1人の子の元信が跡を継いだ。菩提寺は玉華院。
国信は文化人として優れており、和歌や連歌の会をたびたび開いたという。

## 武田国信（因幡武田氏）
武田 国信（たけだ くにのぶ）は、戦国時代の武将。因幡国守護山名氏の家臣。若狭武田氏傍流の一族。

### 略歴
山名誠通の家臣で天文14年（1545年）に久松山城（後の鳥取城）を改築したが、あまりに堅固過ぎたため、主君より謀叛の疑念を買い謀殺された。後に子・高信は山名氏に対して叛旗を翻し、一時因幡を制圧することになる。
天文15年（1546年）10月、伯耆国の南条宗勝を助けて橋津川の戦いで尼子氏と戦った因幡山名氏の重臣として「武田豊前守常信」の名が記録に残るが、国信と同一人物だったかは不明（同一人物と見る説も存在する）。鳥取市在住の中世史研究家・高橋正弘によると、武田豊前守は鳥取城にあって但馬国の山名祐豊に呼応して山名誠通の殺害に一役買ったとされる（高橋正弘『山陰戦国史の諸問題・上』1993年）。